# Museo minero de Tharsis
El Museo minero de Tharsis es un museo situado en la localidad española de Tharsis, en la provincia de Huelva, que está dedicado a la actividad minera en la zona. El complejo también acoge la sede del Archivo Histórico de las Minas de Tharsis, cuyo extenso fondo documental cuenta con varios miles de legajos y documentos. Las instalaciones del Museo se componen de tres salas: Archivo Histórico, Sala Antropológica y Colección de Modelos de Fundición. 
El edificio del Museo es el antiguo hospital de la compañía de Tharsis, de comienzos del siglo XX.

## Historia
Tras el cese de las actividades mineras en la zona de Tharsis, a finales del siglo XX, se han venido desarrollando diversas iniciativas encaminadas a la conservación y recuperación del patrimonio histórico relacionado con la minería y el ferrocarril. Como parte de estas iniciativas se decidió la creación de un museo de acogiera el patrimonio generado por la actividad de la británica Tharsis Sulphur and Copper Company Limited y sus sucesoras. El recinto abrió sus puertas en 2007 de forma provisional, contando con un horario fijo de visitas. En 2009 se inauguró una nueva ampliación de las instalaciones originales, que incluía una nave-hangar donde se exponía la locomotora de vapor «Corrales» y varios coches pertenecientes al ferrocarril de Tharsis.